# أندرو ويلسون (لاعب كريكت)
أندرو ويلسون (16 مايو 1954 في نيوزيلندا - ) (بالإنجليزية: Andrew Wilson)‏ هو لاعب كريكت نيوزلندي. لعب مع Wellington cricket team ‏.

## وصلات خارجية
- أندرو ويلسون على موقع إي آس بي آن كريك إنفو (الإنجليزية)